# Ofensiva Brusilov

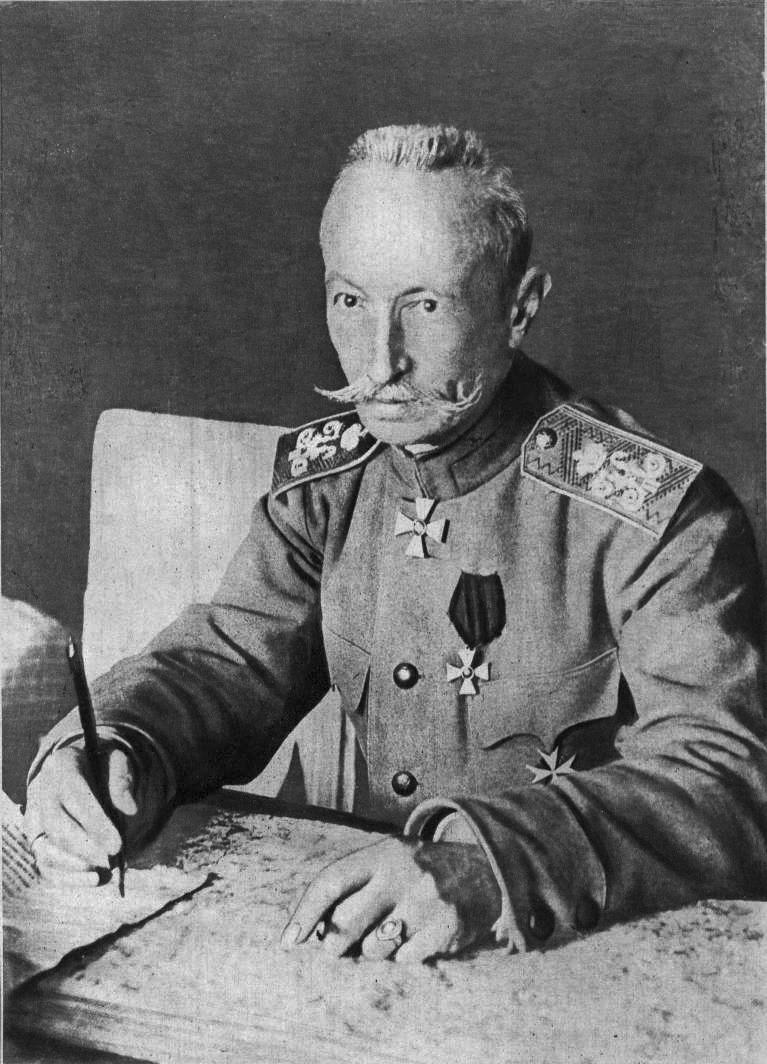
O general Brusilov, em 1916

A Ofensiva Brusilov (em russo:  Брусиловский прорыв) foi o maior feito do Império Russo durante a Primeira Guerra Mundial e uma das mais letais batalhas da história. O professor Graydon A. Tunstall da Universidade do Sul da Flórida chamou a Ofensiva Brusilov de 1916 de pior crise da Áustria-Hungria durante a Primeira Grande Guerra e a maior vitória da Tríplice Entente. Foi basicamente uma grande ofensiva contra os exércitos dos Impérios Centrais na Frente Oriental, lançada em 4 de junho de 1916 e finalizada no início de agosto. Ocorreu no que hoje é território ucraniano, principalmente nas cidades de Lemberg, Kovel e Lutsk. A ofensiva foi nomeada com o sobrenome de um comandante da frente sudoeste, Aleksei Brusilov.

## Antecedentes
No início de 1916, a França pediu à Rússia que aliviasse a pressão das forças alemãs na Frente Ocidental (especialmente após a Batalha de Verdun), esperando que os exércitos da Alemanha fossem transferidos para a Frente Oriental para conter a ofensiva russa. Os russos responderam lançando a desastrosa Ofensiva do Lago Naroch próxima a Vilnius, na qual os alemães sofreram apenas 1/5 das baixas que os russos suportaram.
O general Aleksei Brusilov apresentou seu plano ao Stavka, o Alto Comando russo, pretendendo fazer uma maciça ofensiva na frente sudoeste contra forças austro-húngaras na Galícia. O principal objetivo da operação de Brusilov era tirar a pressão alemã dos exércitos da França e do Reino Unido na Bélgica e na França, e se possível também do exército italiano, que se encontrava entrincheirado ao longo do rio Isonzo, fazendo assim com que a Áustria-Hungria saísse da guerra.

## O plano russo
O general Alexei Evert, comandante do Exército Russo do Ocidente, favoreceu uma estratégia defensiva e se opôs à Ofensiva Brusilov. O czar Nicolau II tinha tomado o comando do exército pessoalmente em 1915, e apesar de Evert apoiar o czar e a dinastia Romanov, Nicolau aprovou o plano de Brusilov. Os principais objetivos eram recapturar as cidades de Kovel e Lemberg, que haviam sido perdidas para os Impérios Centrais no ano anterior. Além disso, apesar de o Stavka também ter apoiado o plano, o pedido de Brusilov de que fossem feitas outras ofensivas em frentes vizinhas foi efetivamente negada.

## Preparações
A pressão exorbitante gerada nos campos de batalha dos aliados ocidentais fez com que a Rússia apressasse os preparativos. Brusilov reuniu quatro exércitos totalizando quarenta divisões de infantaria e quinze divisões de cavalaria. Ele então se deparou com trinta e nove divisões de infantaria austro-húngaras e dez divisões de cavalaria agrupadas em três linhas defensivas, que seriam ainda incrementadas com a chegada de reforços do Império Alemão. Os russos secretamente ficaram a 91 m (e alguns casos a apenas 75 m) de distância das forças austríacas. Brusilov preparou o ataque surpresa em uma linha de 480 km, e o Stavka se preocupou com a alta concentração de tropas russas em um mesmo local. Brusilov, entretanto, insistiu em seu plano e o Stavka cedeu.

## Abertura
Em 4 de junho, os russos abriram a ofensiva com um massivo, porém curto, ataque de artilharia contra as forças austro-húngaras. O ponto-chave era a acurácia do bombardeio e o pequeno período de ataques, em contraste com os comuns ataques seguidos que esburacavam completamente o terreno e impediam a passagem dos atacantes. O ataque inicial foi bem-sucedido e as linhas austro-húngaras caíram, permitindo que três das quatro armadas de Brusilov avançassem e lutassem a Batalha de Kostiuchnówka. O sucesso da abertura da ofensiva foi largamente ajudado pelas inovações traduzidas por Brusilov, como as forças de choque, que mais tarde seria usada pelos alemães na Frente Ocidental como táticas de infiltração (também conhecidas como táticas de Hutier).

## Batalha
Em 8 de junho, forças da Frente Sudoeste tomaram Lutsk. O comandante austríaco, arquiduque José Fernando, mal conseguiu escapar da cidade antes que os russos a tomassem, sendo testemunha da velocidade das tropas do czar. Neste momento, os austro-húngaros estavam recuando desesperadamente e os russos já haviam feito aproximadamente 200 000 prisioneiros. As forças de Brusilov começaram a se espalhar demais neste momento, e o sucesso futuro da operação agora dependia de Evert e de sua parte na ofensiva. Evert, entretanto, continuou a relutar, dando tempo ao Alto Comando Alemão para enviar reforços à Frente Oriental.
Em um encontro feito no mesmo dia que Lutsk caiu, o general Erich von Falkenhayn persuadiu o Hötzendorf a enviar tropas da frente italiana para combater a Rússia na Galícia. Do lado alemão, Paul von Hindenburg, o comandante alemão das tropas do leste, provou-se novamente eficaz no uso das ferrovias e levou reforços alemães para a conter o avanço russo.
Apenas em 18 de junho, uma fraca e despreparada ofensiva iniciou-se sob o comando de Evert. Em 24 de julho, Alexander von Linsingen contra-atacou os russos ao sul de Kovel e temporariamente os tirou de batalha. Em 28 de julho, Brusilov finalizou sua própria ofensiva, e os exércitos seguiram seu avanço até os Cárpatos, onde chegaram em 20 de setembro. Todas as forças envolvidas estavam chegando ao limite da exaustão, e a ofensiva finalmente morreu no final de setembro, quando as tropas russas foram transferidas para ajudar a Romênia, que estava sendo esmagada por forças alemãs e austro-húngaras.

## Resultados

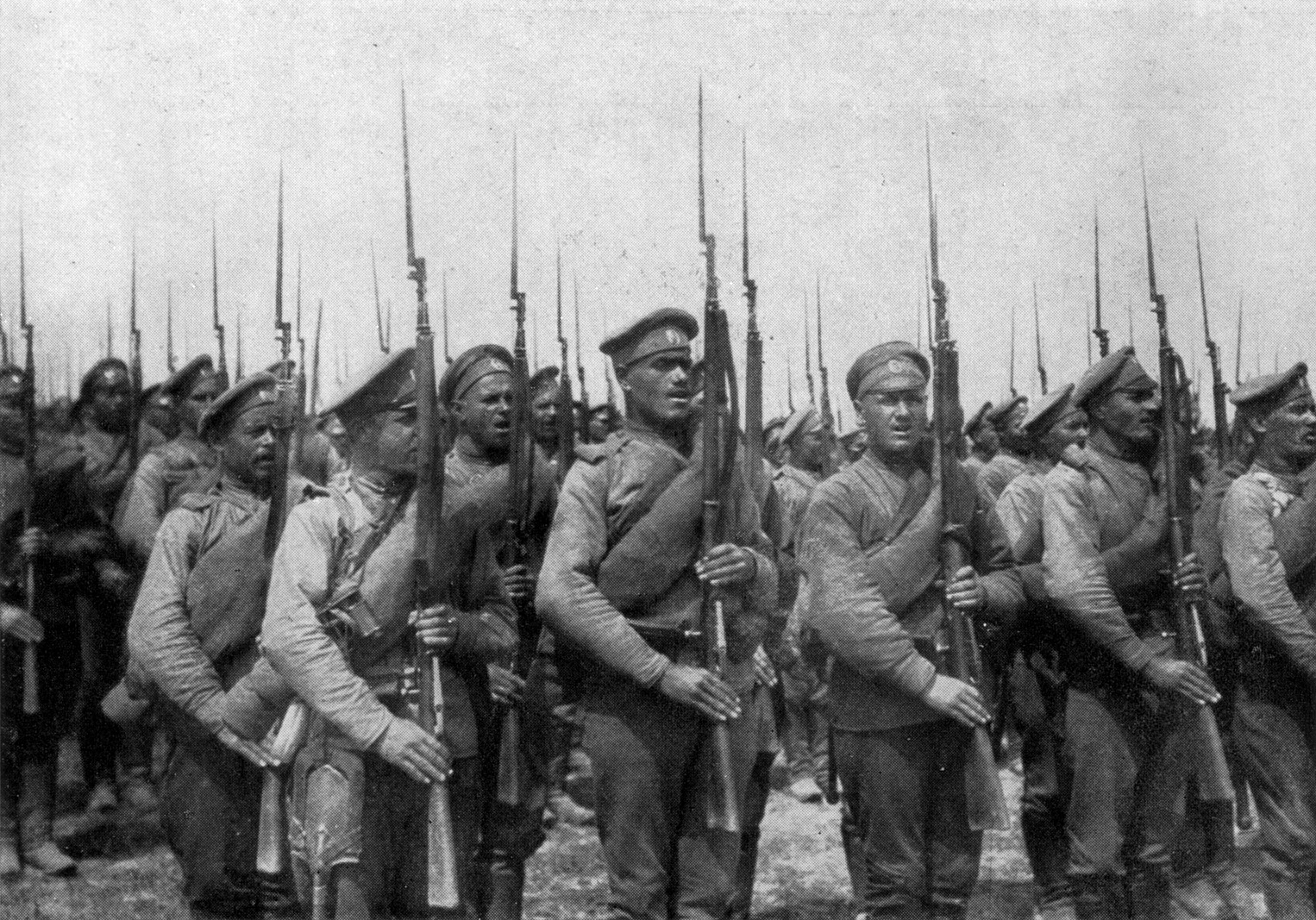
Infantaria russa

A operação de Brusilov atingiu sua meta original ao forçar a Alemanha a retirar a pressão da Frente Ocidental e transferir forças consideráveis para a Frente Oriental. Ela também conseguiu destroçar boa parte do exército austro-húngaro, que perdeu aproximadamente 1,5 milhão de homens (incluindo 400 000 prisioneiros). A Áustria-Hungria nunca mais seria capaz de montar ofensivas sozinha, e a partir daí sempre precisaria da ajuda alemã. As baixas para os russos também foram consideráveis, e chegaram a cerca de um milhão de mortos e feridos, caracterizando a Ofensiva Brusilov como uma das batalhas mais letais da história mundial. Além disso, o sucesso inicial da ofensiva convenceu a Romênia a entrar na guerra ao lado da Entente, mesmo com as consequências desastrosas que esta decisão acarretou.
A Ofensiva Brusilov foi o ponto alto do esforço russo durante a Primeira Guerra Mundial, e uma rara manifestação de boa liderança e planejamento por parte do exército imperial russo. A partir daí, o exército russo, assim como o austro-húngaro, também começou a se deteriorar, e causou o esfacelamento da política e da economia dentro do império, levando ao desgaste do regime czarista. Também deve-se levar em consideração que, mesmo que os alemães e austro-húngaros estivessem sendo forçados a recuar, pelo menos 58 016 soldados russos desertaram. Esta foi apenas uma premonição de que as coisas iriam piorar para a Rússia e melhorar para os Impérios Centrais.
A operação também ficou marcada por uma considerável melhora na qualidade das táticas russas. Brusoliv usou pequenas unidades especializadas de soldados para atacar pontos fracos das linhas austro-húngaras e assim abrir "buracos" para que o resto do exército russo pudesse avançar. Estas "táticas de choque" eram completamente diferentes dos ataques de "ondas de homens" que prevaleciam até aquele momento no exército russo e em muitos outros ao redor do mundo, incluindo os da Áustria-Hungria e da Alemanha. Apesar de mostrar-se bem-sucedida, a tática não foi utilizada em todo seu potencial pelos russos mais tarde e foi copiada pelos exércitos alemães na Frente Ocidental. Posteriormente, estas táticas ainda teriam destaque na blitzkrieg dos exércitos nazistas na Segunda Guerra Mundial, nas últimas batalhas entre os Aliados e a Alemanha de Hitler, na Guerra da Coreia e também na Primeira Guerra da Indochina, que marcou o fim da era de guerra de trincheiras em quase todas as nações (exceto em algumas poucas, situadas principalmente na África).